# The Voice of Albania
The Voice of Albania (albanska: Vokali eller Vokali i Shqipërisë) är ett musiktävlingsprogram i Albanien och Kosovo. Programmet hade premiär den 21 oktober 2011. Reglerna är baserade på det holländska originalkonceptet The Voice. Programmet sänds på Top Channel och coacherna kommer från både Albanien och Kosovo. I programmets första säsong bestod lagledarna av sångarna Elton Deda, Miriam Cani, Alma Bektashi och Sidrit Bejleri. Första förändringen av coacherna ägde rum inför den tredje säsongen då Miriam Cani ersattes av Aurela Gaçe. Gaçe slutade som coach efter sin första säsong. Under säsong fyra var originalcoacherna Alma Bektashi och Sidrit Bejleri med tillsammans med Elsa Lila och Genc Salihu. Från säsong 6 som visades våren 2017 byttes hela coach-uppställningen ut och består av Alban Skënderaj, Rona Nishliu, Besa Kokëdhima och Xuxi.

## Format
- Auditions (utan att se själva sångaren) (Audicionet e fshehura)
- Dueller (Betejat)
- Knockout
- Livedueller med Top Channels orkester (Sfidat Live me orkestrën e Top Channel)

## Första säsongen (2011-2012)
Den första säsongen av The Voice of Albania började sändas den 21 oktober 2011 på Top Channel. Programledare var Ledion Liço. Programmet bestod av fem veckor med auditions, tre veckor med dueller och nio veckor med direktsända program. 

### Deltagare
Deltagartabell
     – Vinnare
     – Tvåa
     – Trea
     – Fyra
     – Utslagen
| Lag            | Artister        | Artister         | Artister        | Artister        | Artister           | Artister        |
| -------------- | --------------- | ---------------- | --------------- | --------------- | ------------------ | --------------- |
| Sidrit Bejleri | Bameda Kuçani   | Visar Kasa       | Gjergj Kaçinari | Klodian Kaçani  | Drilon Shala       | Lundrim Paçuku  |
| Alma Bektashi  | Gerta Ademaj    | Gledi Mikerezi   | Adela Bezhani   | Alisiana Isufaj | Arilda Hoxha       | Rina Bilurdagu  |
| Miriam Cani    | Bukurie Bajrami | Ardita Tusha     | Vjosa Selmani   | Elis Nova       | Xheraldina Berisha | Enrika Derza    |
| Elton Deda     | Lusan Muhameti  | Melisa Zaganjori | Nita Bahtiri    | Fabiola Agalliu | Yll Limani         | Marsela Çibukaj |

## Vinnare
| Lag Sidrit Lag Miriam Lag Alma Lag Elton | Lag Genc Lag Aurela Lag Elsa Lag Jonida | Lag Xuxi Lag Rona Lag Alban Lag Besa |

| Säsong | Premiär         | Final            | Vinnare            | Övriga finalister | Övriga finalister | Övriga finalister | Vinnande coach  | Programledare | Backstage-programledare | Coacher | Coacher | Coacher | Coacher |
| Säsong | Premiär         | Final            | Vinnare            | Övriga finalister | Övriga finalister | Övriga finalister | Vinnande coach  | Programledare | Backstage-programledare | 1       | 2       | 3       | 4       |
| ------ | --------------- | ---------------- | ------------------ | ----------------- | ----------------- | ----------------- | --------------- | ------------- | ----------------------- | ------- | ------- | ------- | ------- |
| 1      | 21 oktober 2011 | 10 februari 2012 | Rina Bilurdagu     | Marsela Çibukaj   | Enrika Derza      | Lundrim Paçuku    | Alma Bektashi   | Ledion Liço   | Marina Vjollca          | Sidrit  | Alma    | Miriam  | Elton   |
| 2      | oktober 2012    | 22 januari 2013  | Venera Lumani      | Mjellma Berisha   | Jozefina Simoni   | Matej Karaqi      | Sidrit Bejleri  | Ledion Liço   | i.u.                    | Miriam  | Sidrit  | Elton   | Alma    |
| 3      | oktober 2013    | 25 januari 2014  | Florent Abrashi    | Sigi Bastri       | Borjana Dojle     | Krenar Ismaili    | Sidrit Bejleri  | Ledion Liço   | i.u.                    | Sidrit  | Alma    | Elton   | Aurela  |
| 4      | 18 oktober 2014 | 5 januari 2015   | Aslaidon Zaimaj    | Albina Kelmendi   | Semi Jaupaj       | Olsa Ballguri     | Genc Salihu     | Ledion Liço   | i.u.                    | Genc    | Elsa    | Alma    | Sidrit  |
| 5      | 9 januari 2016  | 16 april 2016    | Tahir "Tiri" Gjoçi | Lorenc Hasrama    | Ina Torba         | Elbunit Krasniqi  | Sidrit Bejleri  | Ledion Liço   | i.u.                    | Jonida  | Alma    | Sidrit  | Genc    |
| 6      | 27 januari 2017 | 19 maj 2017      | Klinti Çollaku     | Lidia Lufi        | Lis Asllanaj      | Anxhela Elmazi    | Alban Skënderaj | Ledion Liço   | Fjoralba Ponari         | Xuxi    | Besa    | Rona    | Alban   |
| 7      | TBA             | TBA              | TBA                | TBA               | TBA               | TBA               | TBA             | TBA           | TBA                     | TBA     | TBA     | TBA     | TBA     |